# Skal Labissière
Skal Labissière (* 18. März 1996 in Port-au-Prince) ist ein haitianischer Basketballspieler. Bevor er Profi wurde, spielte Labissière eine Saison lang an der University of Kentucky.

## Schulzeit
Labissière wuchs in Port-au-Prince in seinem Heimatland Haiti auf. Im Januar 2010 wurde die Insel von einem schweren Erdbeben heimgesucht. Das Haus der Familie wurde in Mitleidenschaft gezogen und Labissière unter Trümmern begraben. Er zog sich eine Beinverletzung zu, von der er sich aber innerhalb von zwei Wochen erholte.
Schon kurz vor dem Erdbeben war der ehemalige haitianische Basketballprofi Pierre Valmera mit Labissières Familie in Kontakt getreten. Valmera hatte vor seiner Profikarriere in den Vereinigten Staaten auf High-School- und Universitätsniveau gespielt und half jungen Talenten aus seiner Heimat, Kontakte in die USA zu knüpfen. Dank Valmeras Vermittlung kam Labissière im Sommer 2010 nach Tennessee. Gerald Hamilton und seine Ehefrau übernahmen die Vormundschaft für Labassière und Samuel Jean-Gilles, ein weiteres Basketball-Talent aus Haiti. Die beiden gingen auf die Evangelical Christian School in Cordova. 2014 wechselte Labassière an die Lausanne Collegiate School nach Memphis und machte mit seinen Leistungen sowie seinem großen Entwicklungspotenzial zahlreiche Universitätsmannschaft auf sich aufmerksam.

## NCAA

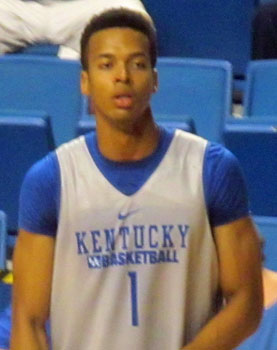
Labissière als Spieler der University of Kentucky

Labassière entschied sich für ein Stipendienangebot der University of Kentucky und gegen die Offerten von North Carolina, Georgetown, Baylor, Tennessee sowie Memphis, die ihn unter anderem ebenfalls umworben hatten.
Er spielte in der Saison 2015/16 für Kentucky und verbuchte in 36 Einsätzen Mittelwerte von 6,6 Punkten, 3,1 Rebounds sowie 1,6 geblockten Würfen je Partie. Nach seiner Freshman-Saison für die Blau-Weißen entschloss sich Labissière gegen die Fortsetzung seiner Basketballkarriere auf Universitätsniveau und für einen Wechsel ins Profilager. Er reichte seine Anmeldung für den NBA-Draft 2016 ein und wurde an 28. Stelle von den Phoenix Suns ausgewählt, die ihn aber anschließend zu den Sacramento Kings transferierten.

## Profilaufbahn
In seiner Premierensaison als Profi (2016/17) kam er in 33 NBA-Spielen zum Einsatz und erzielte in diesen im Mittel 8,8 Punkte sowie 4,9 Rebounds. Darüber hinaus sammelte er Spielpraxis bei den Reno Bighorns, der Partnermannschaft Sacramentos in der NBA D-League, und verbuchte in 17 Einsätzen statistische Mittelwerte von 14,9 Punkten sowie 7,6 Rebounds. Im Februar 2019 gab ihn Sacramento im Tausch gegen Caleb Swanigan an die Portland Trail Blazers ab. Anfang Februar 2020 gab Portland den Haitianer an die Atlanta Hawks ab. In Atlanta kam er nicht zum Einsatz, im Dezember 2020 nahmen ihn die New York Knicks unter Vertrag, reichten Labassière aber in die NBA G-League an die Westchester Knicks weiter, für die er 2020/21 neun Spiele bestritt.
Im Frühling und Sommer 2022 spielte er für die Cangrejeros de Santurce in Puerto Rico. Die Capitanes de Ciudad de México, die am Spielbetrieb der NBA G-League teilnehmen, verpflichteten ihn im März 2023.
Zur Spielzeit 2023/24 wechselte er zu den Stockton Kings in die NBA G-League. Anfang März 2025 kehrte er zu den Sacramento Kings zurück, von denen er einen Vertrag über zehn Tage erhielt.